# Hygrocybe xanthochroa
Hygrocybe xanthochroa är en svampart som först beskrevs av Peter D. Orton, och fick sitt nu gällande namn av Meinhard (Michael) Moser 1967. Hygrocybe xanthochroa ingår i släktet Hygrocybe och familjen Hygrophoraceae.  Artens status i Sverige är: Ej påträffad. Inga underarter finns listade i Catalogue of Life.